# Hrod
Hrod is in de Noordse mythologie een Jötun, vrouw van Hymir.